# Geraldo Bessa-Victor
Geraldo Bessa-Victor (Luanda, Angola, 20 de gener de 1917 - Lisboa, 22 d'abril de 1985) fou un escriptor, poeta, assagista i periodista angolès.

## Biografia
Va fer estudis secundaris a Luanda i treballà com a empleat de banca. Després marxà a Lisboa, on es va llicenciar en dret i durant els anys 1950 es va dedicar a fer d'advocat.
Periodista reconegut, va publicar articles i cròniques a diversos diaris angolesos, entre ells A Província de Angola, i va fer col·laboracions en els cenacles literaris angolesos formant part del moviment "Cultura I" i de la revista Mensagem.
Com a poeta, Geraldo Bessa Vitor assumí els models temàtics aleshores de moda a la metròpoli, com l'amor, la bellesa femenina i el poder del destí, enformant-los com una nova mesura del sonet, caracteritzat per la mètrica decasíl·laba. Alhora també sabia cantar i exaltar els motius africans i més concretament els angolesos, com exemplifica els seus poemes O menino negro não entrou na roda, Kalundu i O Tocador de Marimba, els dos primers sel·lecionats en l'antologia de Mário de Andrade de 1958. En 1973 va anunciar a Lisboa que es retirava de la literatura. Va morir a Lisboa en 1985.

## Obres
- Antologia da Poesia de Expressão Portuguesa Lisboa (1958)
- Antologia de Poesias Angolanas Nova Lisboa (1958)
- Antologia da Terra Portuguesa Angola (s/d 1961?)
- Poetas e Contistas Africanos São Paulo (1963)
- La Poésie Africaine d Expréssion Portuguaise Paris (1963)
- Schwarzer Orpheus Munique (1964)
- Literatura Africana de Expressão Portuguesa, Volume I, Poesia Alger (1967)
- Contos Portugueses do Ultramar (Angola), 2.º volume Porto (1969)
- Antologia do Mar na Poesia Africana de Língua Portuguesa do Século XX (?)
- A Poesia e a Política (1937)
- ensaio; cos Dispersos (1941)
- Ao Som das Marimbas (1943)
- Debaixo do Céu (1949)
- A Restauração de Angola (1951)
- Minha Terra e Minha Dama (1952)
- Cubata Abandonada (1958)
- Mucanda (1964)
- Sanzala sem Batuque (1967)
- Poèmes Africaines, seleção e tradução de Gaston-Henry Aufrère (1967)
- Quinjango no Folclore Angolense (1970)
- Problemática da Cultura Angolana (1973)
- Monandengue (1973)
- Problemática da Cultura Angolana (1973)
- Ao Som das Marimbas. Poèmes Africaines, reimpressão das duas obras num volume (1974)
- Intelectuais Angolenses dos séculos XIX e XX. Fascículo I: Augusto Bastos (1975)
- Ensaio crítico sobre a primeira coleção de Provérbios Angolenses (1975)